# Eduardo Madina Muñoz
Eduardo Madina Muñoz   (Bilbao, 11 de gener de 1976) és un polític basc, militant del PSE-EE.

## Biografia
Entre abril de 2009 i setembre de 2014 va ser secretari general del Grup Parlamentari Socialista al Congrés dels Diputats d'Espanya. Es presentà al càrrec de secretari general del PSOE en el congrés extraordinari de juliol de 2014 obtenint el 36,14% dels suports enfront del 48,7% que va obtenir Pedro Sánchez Pérez-Castejón, que fou escollit. En les eleccions generals espanyoles de 2015 es presentà com a número 7 a la llista per Madrid però no va aconseguir escó.

## Càrrecs exercits
- Regidor de l'Ajuntament de Sestao (1999-2001)
- Secretari general de les Joventuts Socialistes del País Basc (2002-2004).
- Diputat per Biscaia al Congrés dels Diputats (Des de 2004).
- Secretari general del Grup Socialista al Congrés dels Diputats (2009-2014).